# Clair d'Aquitaine
Pour les articles homonymes, voir Saint Clair et Saint-Clair.
Clair d'Aquitaine, ou Clair d'Albi, premier évêque de cette ville, Clar en occitan (gascon), Clarus en latin, est un saint catholique et orthodoxe du Ier ou du IVe siècle, martyr, dont la fête est célébrée le 1er juin.
Il ne doit être confondu avec Clair de Nantes premier évêque de la ville vers la fin du IIIe siècle, ou encore Clair de Marmoutier, eux aussi connus sous le nom de Saint Clair.

## Vie
On ne possède aucun document historique sur lui et ce que l'on sait de sa vie repose sur des légendes. Les textes faisant référence sont un manuscrit de l’abbaye de Saint-Sever, et les bréviaires d’Albi et de Tulle. Une étude de Matthieu Desachy, limitée aux seuls diocèses d’Albi et de Rodez, démontre que le culte de saint Clair n’est attesté par aucune source avant le début du XIIe siècle et que son culte, sans doute voulu par les autorités ecclésiastiques pour asseoir l’ancienneté de leur église, n’a pas eu un grand développement populaire.
La plupart des traditions anciennes le font venir d'Afrique, ainsi que ses compagnons. Les bénédictins de l'abbaye Saint-Sever de Rustan auraient démenti cette opinion, et déclaré qu'il venait de Grèce, comme son prédécesseur en Aquitaine Saturnin de Toulouse, et du reste comme le pape Anaclet qui l'aurait envoyé en mission. Mais la chronologie renvoie plus vraisemblablement au pape Sirice. Le groupe des sept compagnons se serait rendu à Rome, et de là aurait été envoyé en Gaule pour convertir les populations au christianisme, sous la direction de Sever, Clair étant nommé évêque pour sa grande expérience. Il s'installe à Albi, dont il devient le premier évêque. Son arrivée à Albi est marquée par plusieurs miracles. Les Bollandistes disent qu'il aurait séjourné à Cologne. Il ne peut vraisemblablement s'agir de la ville rhénane, ce que tente de démontrer l’abbé Bénac, mais d’une confusion avec le nom supposé d’Albi, Colonia Alba, à la suite de quoi il affirme qu’il s’agit de Cologne du Gers qui se trouve sur la route de Toulouse à Lectoure, mais bien avant la bastide fondée au XIIIe siècle. Selon le même auteur il aurait donc pris la voie romaine entre Toulouse et Lactora en faisant halte d’abord à Cologne, puis à Saint-Clar qui aurait pris son nom après son passage. On peur arguer que de ces deux localités, seule Saint-Clar se situait sur la voie romaine, mais c’est aussi une bastide fondée au Moyen Âge, qui prit son nom parce que les évêques de Lectoure y avaient leur château.
Puis de là il se rend dans les Landes de Gascogne qu’il évangélise en partie avec ses compagnons, parmi lesquels on retrouve saint Sever et saint Girons, et il s'installe enfin dans la cité de Lactora, aujourd’hui Lectoure (Gers). C'est là qu'il est sommé, avec son compagnon Babyle, de sacrifier aux dieux païens alors très en honneur sur le site de l'antique Lactora. Sur leur refus, ils sont battus de verges, jetés en prison où un ange vient les réconforter, enfin ils sont décapités, au pied des remparts, au lieu qui porte toujours le nom de Saint-Clair et où se trouve une croix commémorative. Il n’est cependant pas certain que les deux martyres aient eu lieu en même temps.

### Reliques
Les reliques de Clair sont préservées et conservées dans l'église et cathédrale Saint-Gervais-Saint-Protais de Lectoure qui est bâtie, croit-on, sur l'emplacement des temples païens. Lors des grandes invasions, au IXe siècle, les reliques sont emportées à Sainte-Eulalie de Bordeaux, d'où le nom de saint Clair d'Aquitaine qui est le plus fréquemment donné. Une partie est obtenue en 1700 par le diocèse d’Albi. Le reste des reliques demeure à Bordeaux jusqu'en octobre 1858, où une translation solennelle a lieu pour les ramener à Lectoure, une foule considérable suivant les cérémonies, puis en novembre de cette même année une autre part des reliques est transférée à Saint-Clar en présence de 6 000 personnes.

## Compagnons de saint Clair
Selon un distique « très ancien » cité par J.-M. Bénac, Clair aurait été accompagné par Justin (présumé évêque de Tarbes), Sever, Géronce (Girons), Babyle, ou Babel, ou Bébel, très honoré jadis à Lectoure, Polycarpe et Jean. Les deux derniers sont inconnus, les autres ont été l’objet de cultes plus ou moins importants. Les reliques des Sept bienheureux furent placées dans une chapelle de l’église Sainte-Eulalie de Bordeaux avant de retourner dans leurs différents lieux de culte.

## Culte
Clair est honoré à Albi et sa région, en Gascogne, ainsi que dans les diocèses de Périgueux et de Sarlat. Traditionnellement il était invoqué pour guérir les maux d'yeux, et de nombreuses fontaines des Landes et d'autres départements lui étaient dédiées. De nos jours subsiste la fontaine Saint-Clair à Saint-Paul-en-Born ou encore la fontaine Saint-Clair à Belin-Béliet. Il y a aussi à Pussigny (Indre-et-Loire) une fontaine Saint-Clair, où existent encore des vestiges gallo-romains, qui passe pour une ancienne fontaine sacrée christianisée par saint Clair.

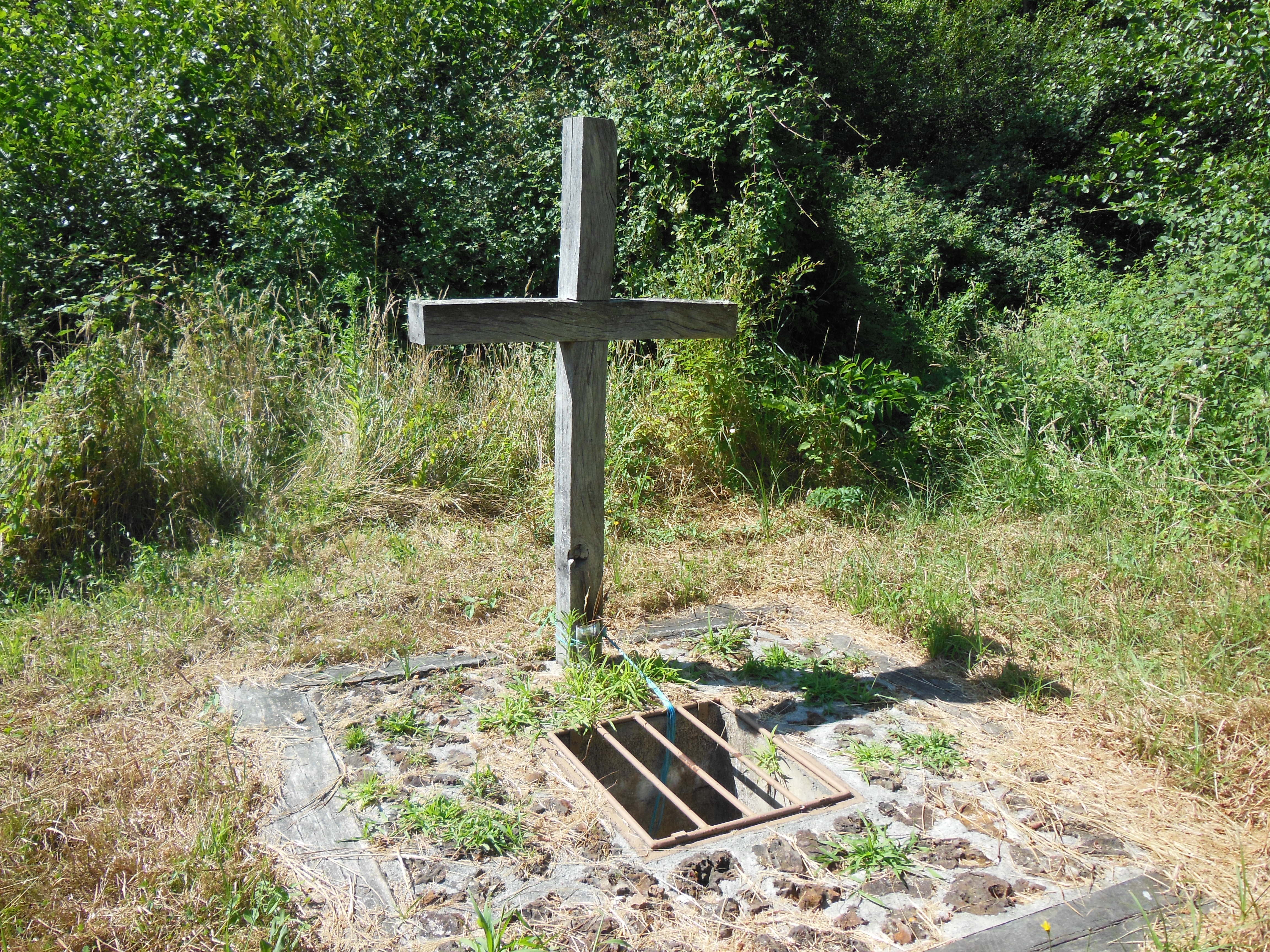
Fontaine Saint-Clair de Saint-Paul-en-Born
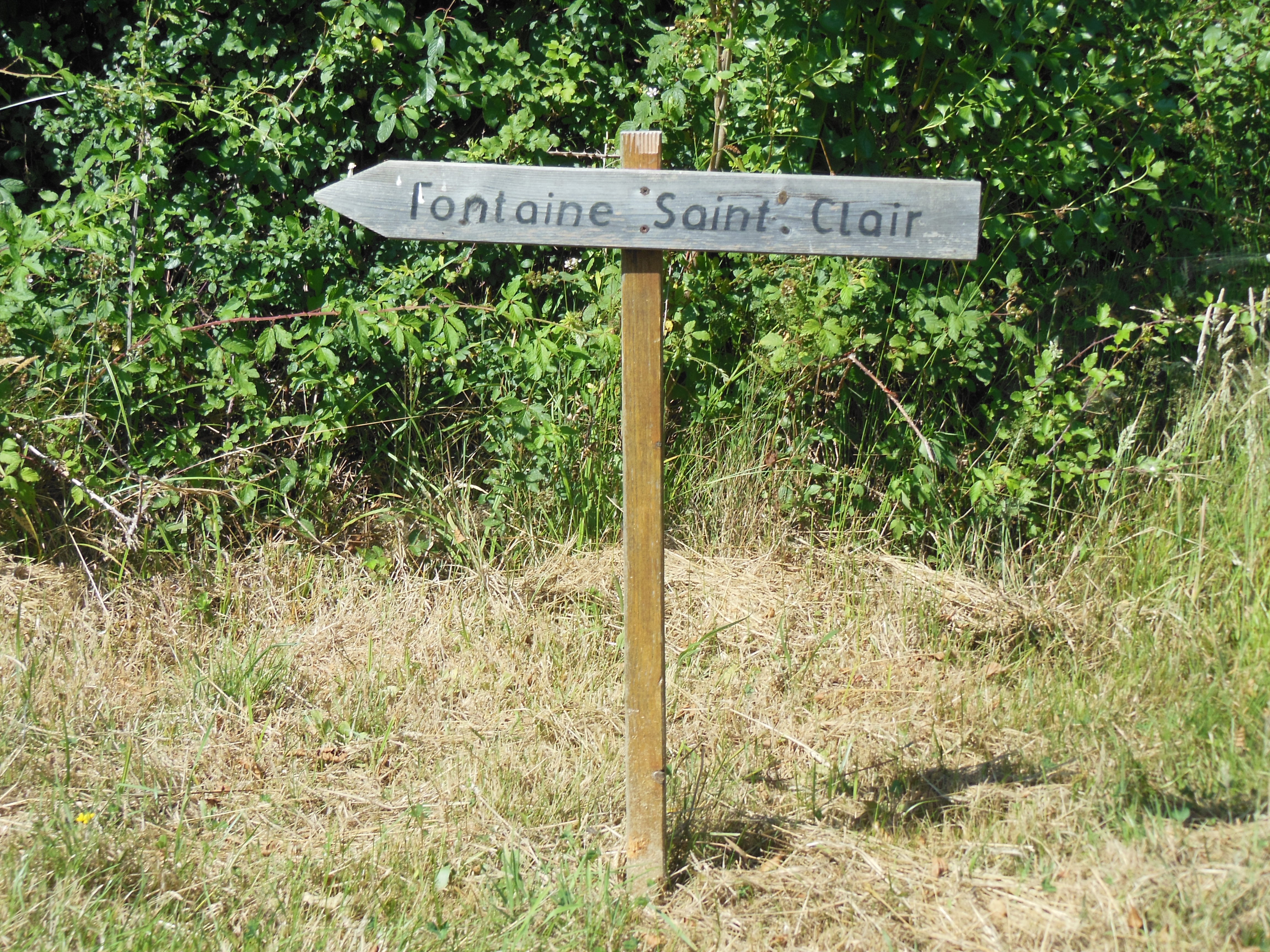
Fontaine dédiée à saint Clair

Le nom de Clair a été donné à des villes : Saint-Clar (Gers), résidence des évêques de Lectoure, Saint-Clar-de-Rivière (Haute-Garonne). Saint-Clair (Tarn-et-Garonne), Saint-Clair (Lot), mais aussi à la colline, le mont Saint-Clair, qui domine la ville de Sète (département de l’Hérault). Il tire son nom d’une chapelle érigée au XIIe siècle et dédiée à saint Clair.

## Galerie

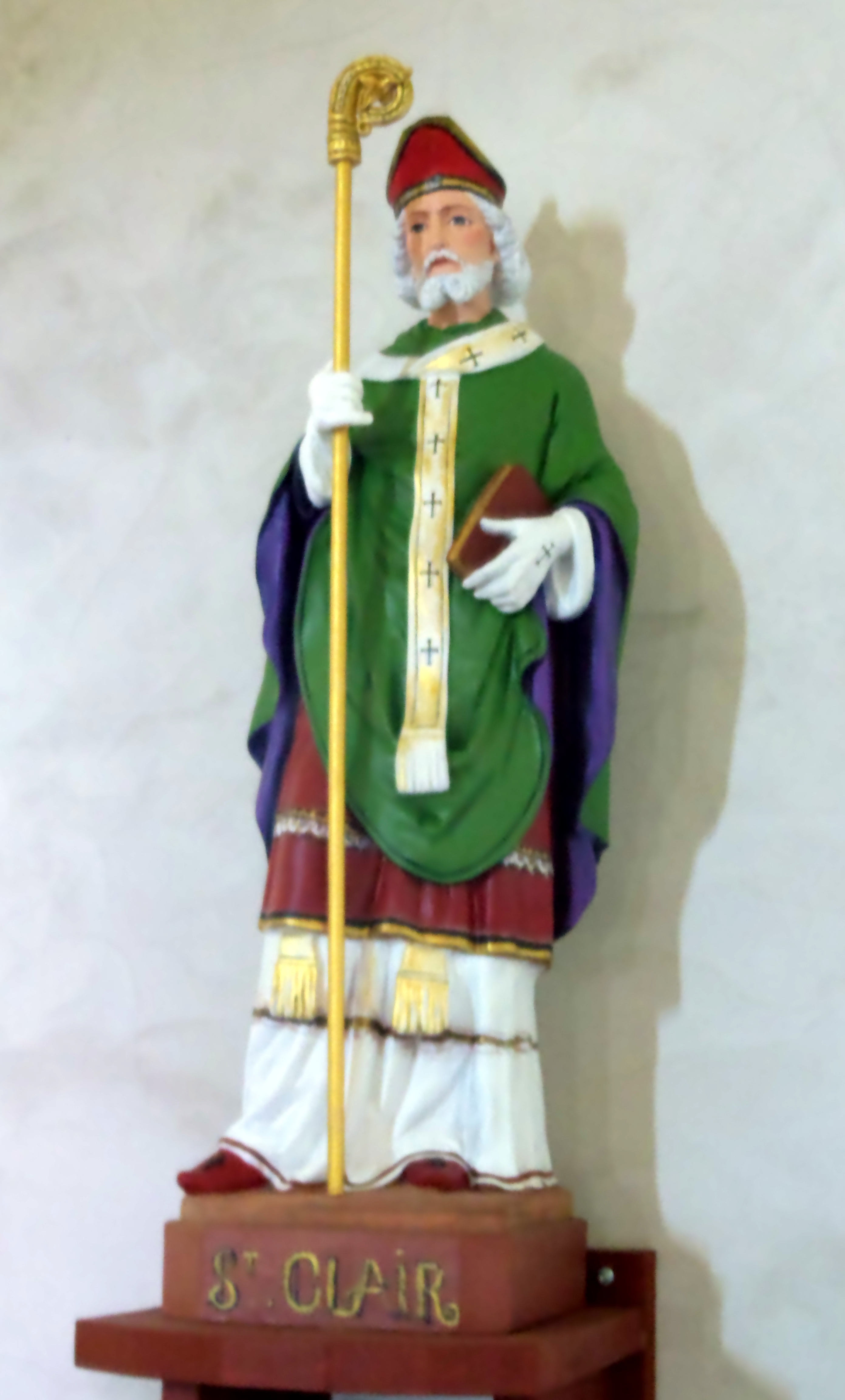
Statue de saint Clair dans l'église de Saint-Paul-en-Born
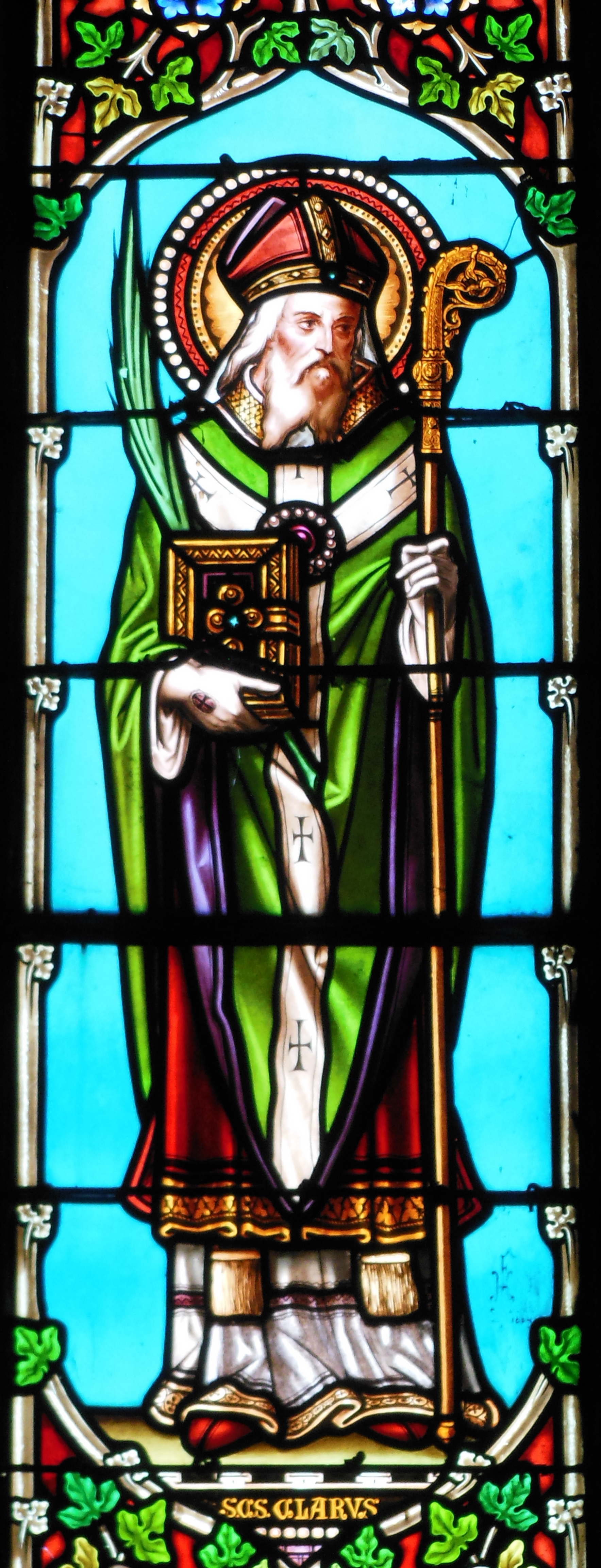
Vitrail de saint Clair (Sanctus Clarus) dans l'église de Saint-Paul-en-Born
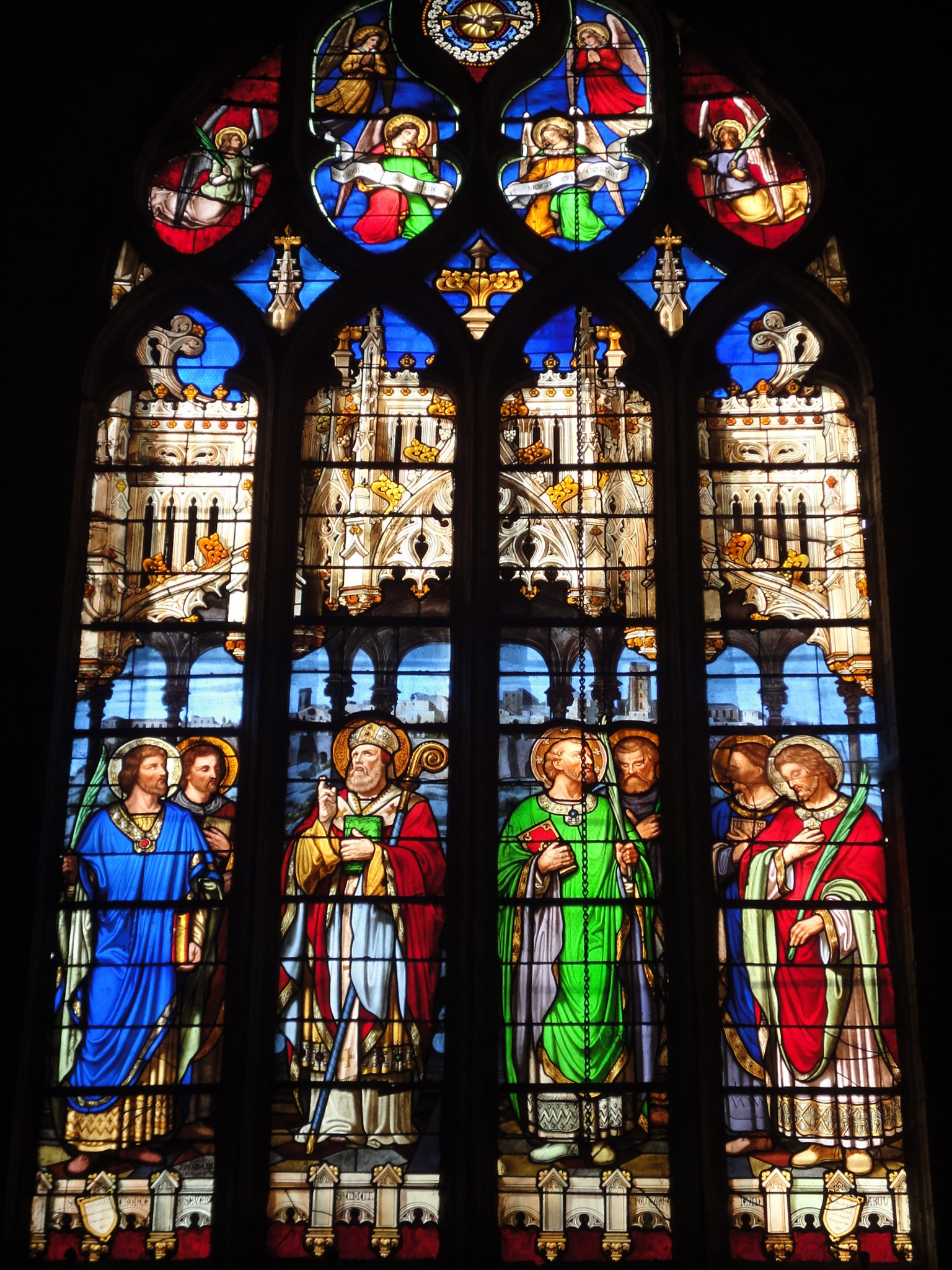
Vitrail de la cathédrale Saint-Gervais-Saint-Protais de Lectoure (XIXe siècle) représentant Géronce, Sever, Clair, Justin, Polycarpe, Jean et Babyle.